# Driophlox cristata
Tangará-de-crista-vermelha ou tiê-de-poupa (Driophlox cristata) é uma espécie de ave da família Cardinalidae.
É endémica da Colômbia.
Os seus habitats naturais são: florestas subtropicais ou tropicais húmidas de baixa altitude e regiões subtropicais ou tropicais húmidas de alta altitude.